# 华南理工大学轻工科学与工程学院
华南理工大学轻工科学与工程学院（简称：华工轻工学院）是华南理工大学下属的工科学院，成立于2015年11月，其历史可追溯至1952年华南工学院创立时化学工程系下的相关专业。轻工学院拥有的轻工学科是华南理工大学的强势学科，其拥有中国大陆制浆造纸工程学科的第一批博士生导师、第一个培养的博士研究生和第一位院士，在中国大陆有着较大的影响力。

## 历史沿革
轻工学院成立于2015年11月，是在原华南工学院相关学科专业基础上发展起来的，其历史可以追溯到1952年，期间经历过多次分合、变更。
1952年华南工学院成立，吸收了中山大学工学院、广东工业专科学校和其他部分学校相关的化工类学科，当时便设有轻工工学本科专业:9。
1958年，化工系和造纸系自华南工学院分出，成立华南化工学院，设有食品工艺系和造纸工艺系。1962年8月，两系重新并入华南工学院，并在12月合并为化工二系。
1970年，华南工学院的化工类系所再次分出，成立广东化工学院；后在1978年重新并入华南工学院，设为轻化工系。1982年，轻化工系改为化学工程二系:193。1985年，再改为轻化工程系。
1986年，分为轻化工程系与轻工工程系；1994年重新合并，成立轻工食品学院。
1997年，轻工食品学院的制浆造纸学科与化工学院的环境工程学科合并成立造纸与环境工程学院；2004年调出环境学科，成立资源科学与造纸工程学院；2005年与食品学院合并为轻工与食品学院。最终在2015年，轻工与轻工分开，成立现在的轻工科学与工程学院。

## 学术科研

### 学科设置
截至2020年2月，轻工学院共有如下的博士后流动站、研究生学位授权点和本科专业：
- 博士後流动站：轻工技术与工程
- 博士、硕士学位授权点：
  - 一级学科：轻工技术与工程
  - 二级学科：制浆造纸工程、生物质科学与工程
- 本科专业：轻化工程、资源环境科学

其中，轻工技术与工程是国家重点学科，在全国第四轮学科评估中评为A+，并在2017年入选“双一流”学科建设名单；本科轻化工程专业为教育部高等学校特色专业和国家级一流本科专业建设点，资源环境科学专业为省级一流本科专业建设点。

### 科研基地
截至2020年2月，轻工学院共有如下的科研基地：
- 国家级科研基地
  - 制浆造纸工程国家重点实验室
  - 造纸与污染控制国家工程研究中心
- 国家级教学基地
  - 轻工与食品国家级实验教学示范中心
- 省部级科研基地
  - 广东省造纸技术与装备公共实验室
  - 广东省烟用植物资源化学与化工工程实验室
  - 广东省过滤与湿法无纺复合材料工程技术研究中心
  - 广东省特种纸与纸基功能材料工程技术研究中心
  - 先进轻质功能材料军民融合协同创新平台
  - 湿法无纺布及膜功能材料教育部国防重点实验室
  - 广东省植物纤维高值化清洁利用工程技术研究中心

## 现任领导
- 党委书记：张建功
- 院长：李雪辉
- 副院长：李军、李擘
- 党委副书记：谭循恩

## 知名校友
- 政界
  - 李贻伟：惠州市委书记、市人大常委会主任，曾任佛山市委书记、广州市委副书记、广东省人民政府副秘书长[14]
- 学界
  - 刘焕彬：制浆造纸工程专家，俄罗斯工程院外籍院士，中国造纸学会理事，曾任华南理工大学校长[15]
  - 赵汝和：制浆造纸专家，不列颠哥伦比亚大学教授，英国皇家化学学会院士，加拿大查韦环境研究院首席科学家和CEO[16]
- 教育界
  - 姚莉：职业教育家、慈善家，百年农工子弟职业学校创始人、理事长，中国职业技术教育学会副会长，曾任中国包装纸张进出口公司总经理[17]
  - 邱学青：制浆造纸工程专家，广东工业大学校长，曾任华工副校长、华工广州学院校长[18]